# Ted Heath
Pour les articles homonymes, voir Heath.
Ne doit pas être confondu avec l'homme politique et musicien Edward Heath, quelquefois appelé Ted Heath.
Ted Heath (30 mars 1902-18 novembre 1969) est un tromboniste et chef d'orchestre big band britannique. Son orchestre est un des plus célèbres du genre de l'après-guerre en Grande-Bretagne, il a enregistré une centaine d'albums et a vendu plus de 20 millions de disques.

## Biographie
Ted Heath a d'abord joué du cor alto pendant son jeune âge avant d'adopter le trombone. Il a eu sa première vraie chance comme professionnel tout en apprenant les rudiments du jazz et du swing en se produisant avec un orchestre américain en tournée en Europe. Il a aussi eu l'occasion d'entendre de prestigieux orchestres en tournée européenne, notamment ceux des frères Dorsey, de Paul Whiteman et de Bunny Berigan. De 1928 à 1936, il a fait partie de l'orchestre de Bert Ambrose, ce qui lui a permis de devenir le tromboniste le plus en vue de Grande-Bretagne et de s'initier à la direction d'orchestre.
Ted Heath a poursuivi son expérience avec d'autres formations au cours des années qui ont suivi. Au cours de la Seconde guerre mondiale, l'orchestre de Glenn Miller a donné en Angleterre plusieurs centaines de spectacles. Fortement impressionné par la précision du jeu de la formation, Ted Heath a confié au cours d'un entretien avec Miller son rêve de former son propre orchestre. En 1944, il a proposé à un responsable de la BBC un projet d'orchestre supporté par un contrat d'enregistrement, précisant qu'il a en tête un orchestre plus considérable et plus orienté vers le jazz que tous ceux qu'on a pu entendre jusque-là en Angleterre.
Formé à la fin de la guerre sous le nom de Ted Heath and His Music, l'orchestre a acquis une grande popularité en Grande-Bretagne, grâce à ses prestations radiodiffusées et à une série de plus d'une centaine de concerts du dimanche très suivis au London Palladium. En 1956, la formation est devenue le premier orchestre big band à se produire en tournée américaine dans une entente d'échange prévoyant une série de concerts de l'orchestre de Stan Kenton en Europe. Avec la participation de Nat King Cole, du quatuor The Four Freshmen et de la chanteuse Julie Christie, la tournée américaine a visité une trentaine de villes, donnant au total 43 concerts qui ont suscité beaucoup d'enthousiasme. L'orchestre de Ted Heath retournera à plusieurs reprises aux États-Unis, en plus de se produire dans de nombreux pays d'Europe et en Australie. Après le décès de son fondateur, l'orchestre a poursuivi ses activités jusqu'à la fin de l'an 2000.

## Discographie partielle
- All Time Top Twelve
- A Salute to Glenn Miller
- At Carnegie Hall
- Beatles, Bach and Bacharach
- Big Band Bash
- Big Band Blues
- Big Band Dixie Sound
- Big Band Percussion
- Big Band Spirituals
- Big Band Themes Remembered
- First American Tour
- Gershwin For Moderns
- Heath vs Ros
- Hits I Missed
- Kern For Moderns
- My Very Good Friends the Bandleaders
- Rodgers For Moderns
- Salutes Tommy Dorsey and Benny Goodman
- Shall We Dance
- Swing Is King
- Ted Heath Plays Al Jolson Classics
- Ted Heath Salutes the Duke
- Ted Heath Swings in Hi-Fi
- The Great American Songbook
- The Sound of Music
- West Side Story and other Great Broadway Hits